# 후포리층
후포리층(厚浦里層, Hupori Formation)은 대한민국 영남 지괴/영남 육괴 북동부 경상북도 울진군 후포면 후포리와 평해읍 거일리, 직산리 지역에 분포하는 선캄브리아기의 퇴적암 지층이다. 울진군 후포면 후포리를 표식지로 하며 후포등기산공원과 후포리 갓바위 지역에서 가장 잘 관찰할 수 있다.

## 암상
평해 지질도폭(1963)에 의하면, 후포리층은 분포지 서쪽에서는 후포리 단층에 의해 선캄브리아기 원남층군 및 평해화강편마암과 접하며 동쪽에서는 선캄브리아기 평해화강편마암을 부정합으로 덮는다. 후포리층은 회색~회녹색 점판암, (암)회색 사암, 백색~회색 석회암과 여기에 협재된 천매암으로 구성되며 암상만 놓고 보면 삼척탄전 지역의 조선 누층군과 유사하다. 후포리층은 많은 단층과 습곡으로 지층이 교란되어 있는데, 평해읍 학곡리 동부에서는 주향 북서 20~45°, 경사 북동 36~45°이나 후포리 지역에서는 주향 북서 65~80°, 경사 남서 25~40° 이다. 습곡의 축은 북서 방향이며 소규모 단층들은 북동 방향이 우세하다.

## 한국공항 평해광업소
한국공항 평해광업소(韓國空港平海鑛業所, Pyeonghae Mining Station of Korea Airport Service, 도로명주소: 동해대로 720-107)는 울진군 평해읍 거일리·직산리의 등기산 지역에 존재했던 한국공항의 석회암 광산이다. 과거 후포리층의 석회암을 채굴하던 광산으로 이곳에서 생산된 석회석은 포스코와 한국전력공사에 제공되었으나 폐광 이후 방치되어 있다.

## 사진
울진군 후포면 후포리 동부의 후포등기산공원(지번: 후포리 산 141-1)과 갓바위(지번: 후포리 산 141-19) 일대에 후포리층이 대규모로 드러나 있다. 

### 후포등기산공원
후포리층 (후포등기산공원)
- 북위 36° 40′ 49.5″ 동경 129° 27′ 42.0″ / 북위 36.680417°  동경 129.461667°
- 북위 36° 40′ 50.0″ 동경 129° 27′ 40.0″ / 북위 36.680556°  동경 129.461111°
- 북위 36° 40′ 50.0″ 동경 129° 27′ 54.5″ / 북위 36.680556°  동경 129.465139°
- 등기산스카이워크
- 등기산스카이워크 북측 계단
북위 36° 40′ 49.9″ 동경 129° 27′ 53.3″ / 북위 36.680528°  동경 129.464806°

### 후포리 갓바위
후포리층 (후포리 갓바위)
- 북위 36° 40′ 46.5″ 동경 129° 27′ 57.5″ / 북위 36.679583°  동경 129.465972°

## 같이 보기
- 울진군의 지질
- 평해화강편마암
- 하다우백질 화강편마암